# Filipa Azevedová
Filipa Azevedová, celým jménem Filipa Daniela Azevedo de Magalhães (* 31. července 1991 Porto) je portugalská zpěvačka, zaměřená na latin pop a rhythm and blues. Studovala hru na příčnou flétnu na konzervatoři v Portu, pak přešla na hudební školu v Londýně. V roce 2007 zvítězila v televizní soutěži Família Superstar. V roce 2009 vydala u společnosti Cherry Entertainment debutové album Filipa Azevedo. Nazpívala rovněž ústřední píseň portugalské telenovely Meu amor. V roce 2010 vyhrála Festival da Canção s písní Augusta Madureiry „Há dias assim“ a byla pověřena reprezentací Portugalska na Eurovision Song Contest 2010 v Oslo, kde obsadila ve finále osmnácté místo se ziskem 43 bodů. V roce 2015 se zúčastnila soutěže The Voice Portugal, kde vypadla ve třetím pokračování.